# Déjà Vu Live
Déjà Vu Live è un album dal vivo del gruppo rock Crosby, Stills, Nash & Young, pubblicato nel 2008.

## Tracce
1. What Are Their Names? – 2:28 (David Crosby)
2. Living with War – 3:25 (Neil Young)
3. After the Garden – 3:41 (Neil Young)
4. Military Madness – 4:02 (Graham Nash)
5. Let's Impeach the President – 5:43 (Neil Young)
6. Déjà Vu – 7:15 (David Crosby)
7. Shock and Awe – 5:08 (Neil Young)
8. Families – 2:58 (Neil Young)
9. Wooden Ships – 8:18 (David Crosby, Paul Kantner, Stephen Stills)
10. Looking for a Leader – 3:55 (Neil Young)
11. For What It's Worth – 4:50 (Stephen Stills)
12. Living with War – 5:24 (Neil Young)
13. Roger and Out – 3:55 (Neil Young)
14. Find the Cost of Freedom – 3:55 (Stephen Stills)
15. Teach Your Children – 3:20 (Graham Nash)
16. Living with War – 3:01 (Neil Young)

## Formazione
- David Crosby — voce, chitarra
- Stephen Stills — voce, chitarra, tastiera
- Graham Nash — voce, chitarra, piano
- Neil Young — voce, chitarra, piano
- Ben Keith — pedal steel guitar
- Spooner Oldham — tastiera
- Rick Rosas — basso
- Chad Cromwell — batteria
- Tom Bray — tromba